# 膠澳警察公署
36°03′56.7″N 120°18′38″E / 36.065750°N 120.31056°E
胶澳警察公署为青岛德占时期胶澳总督府下属的警务机构，其旧址位于中华人民共和国山东省青岛市市南区湖北路29号，建于1904-1905年，现为青岛市公安局办公场所，为全国重点文物保护单位青岛德国建筑群的一部分。

## 历史沿革

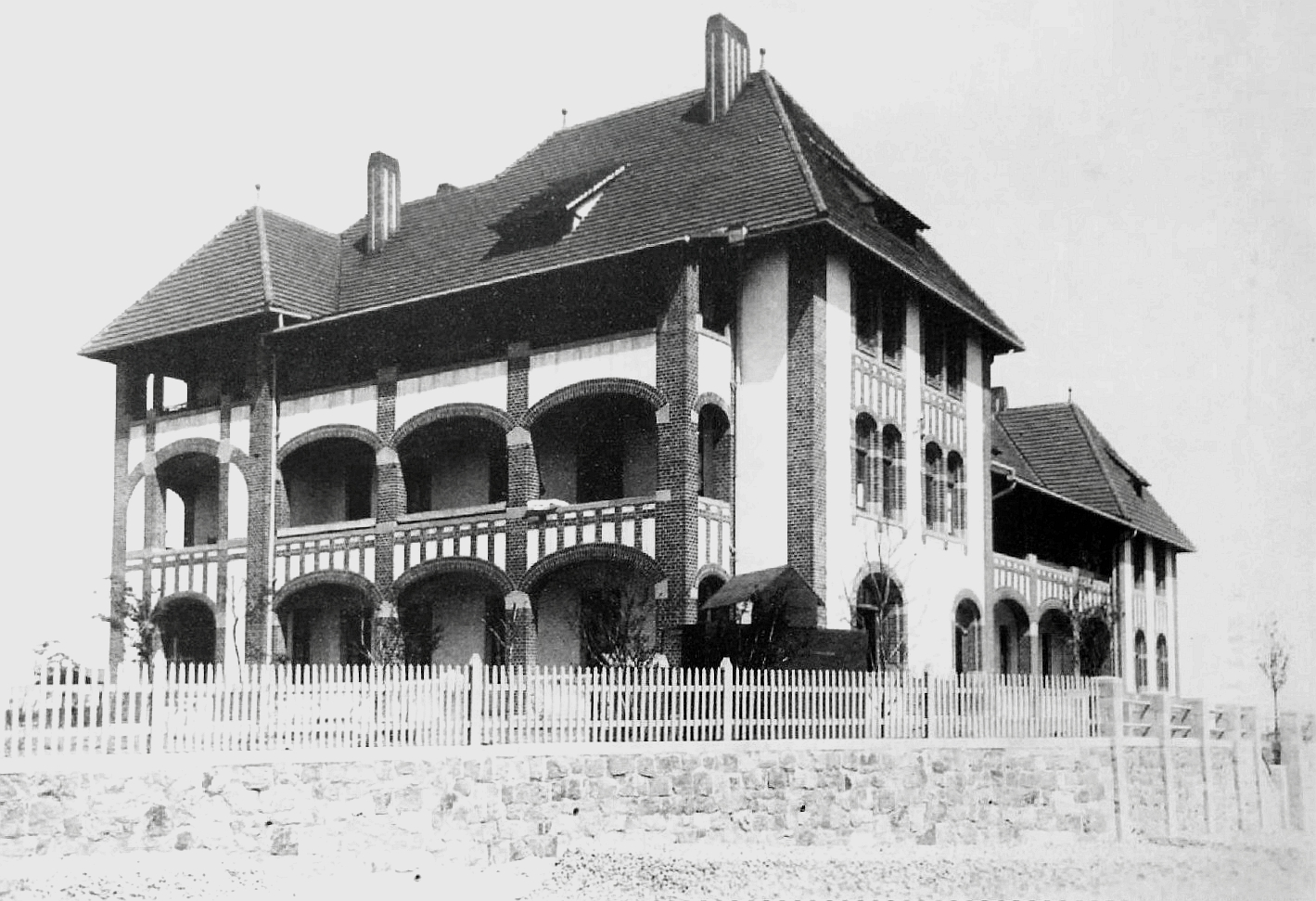
警察公署办公楼东北侧的欧洲籍警察公寓

1897年11月德军占领青岛后，德占胶澳的治安最初由德国海军第三营的临时警察机构负责。1900年6月，胶澳总督府颁布《巡捕局整理地面章程》，正式成立警察公署（Polizeiamt），负责各地社会治安、卫生管理等，并从军队中抽调军官、士兵充当警察，后来又设立了一支约60人的华警队，由一名德国警官指挥，其人员多来自1901年解散的华勇连（Chinesenkompagnie）。1902年，青岛和李村两区共有德籍警官30余名、华人巡捕约90名。
警察公署的办公地点原本位于一座名为骧武前营的旧清军营房内，德国人将其称为“海滩营房”（Strandlager），同时在营房内设有华人监狱。1904年，德国当局在海滩营房的东南侧、靠近皇储街（Kronprinzenstraße，今湖北路）处新建警察公署办公楼一座，由建筑师施托塞尔（Stössel）设计，耗资7.5万金马克，1905年10月交付使用。1905至1906年间，警察公署东北侧新建一座欧洲籍警察公寓，由广包公司（F. H. Schmidt）承建。1906至1907年间，警察公署又将已几近坍塌的海滩营房拆除翻建为一座新的华人监狱，承建公司亦为广包公司。
1914年11月日军占领青岛后，日本陆军青岛守备军下属的宪兵队充当警务机构，宪兵队本部设于原胶澳警察公署办公楼。青岛守备军宪兵队下辖8个分队，其中4个分队设于原德属胶澳租借地内，其他分队则设于济南、坊子等胶济铁路沿线地域。1922年12月北洋政府收回青岛主权后，胶澳警察公署旧址改为胶澳商埠警察厅办公楼。另有资料提及警察公寓旧址曾为胶澳商埠卫生局所在地。1929年4月南京国民政府接管青岛后，将原胶澳商埠警察厅改组为青岛特别市政府（后改为青岛市政府）下设的青岛市公安局。1936年6月改名为青岛市警察局。1937年七七事变后，市警察局于年末随市政府撤出青岛。1938年1月日军再次占领青岛后，伪青岛市治安维持会设立警察部。1939年1月伪青岛市治安维持会改称“青岛特别市公署”，其警察部改为伪青岛特别市警察局，设于胶澳警察公署旧址。1945年8月日本投降后，国民政府于9月接收伪青岛特别市警察局，并于10月重组青岛市警察局。
1949年6月青岛解放后，中共青岛市委下属的青岛市公安局接收原青岛市警察局，隶属于新组建的青岛市人民政府，局机关仍设于胶澳警察公署旧址。“文革”期间，青岛市公安局曾一度与检察院、法院合并为青岛市革命委员会政法部，1973年恢复。胶澳警察公署旧址至今仍为青岛市公安局办公地址。1992年1月16日，该建筑以“德巡捕衙门旧址”之名列入第五批青岛市文物保护单位。同年6月12日以“青岛德国警察署旧址”之名列入第二批山东省文物保护单位。2000年列入第一批青岛市历史优秀建筑。2006年5月25日列入第六批全国重点文物保护单位青岛德国建筑群扩展名单。2015年，该建筑曾经历修缮。

## 建筑特色

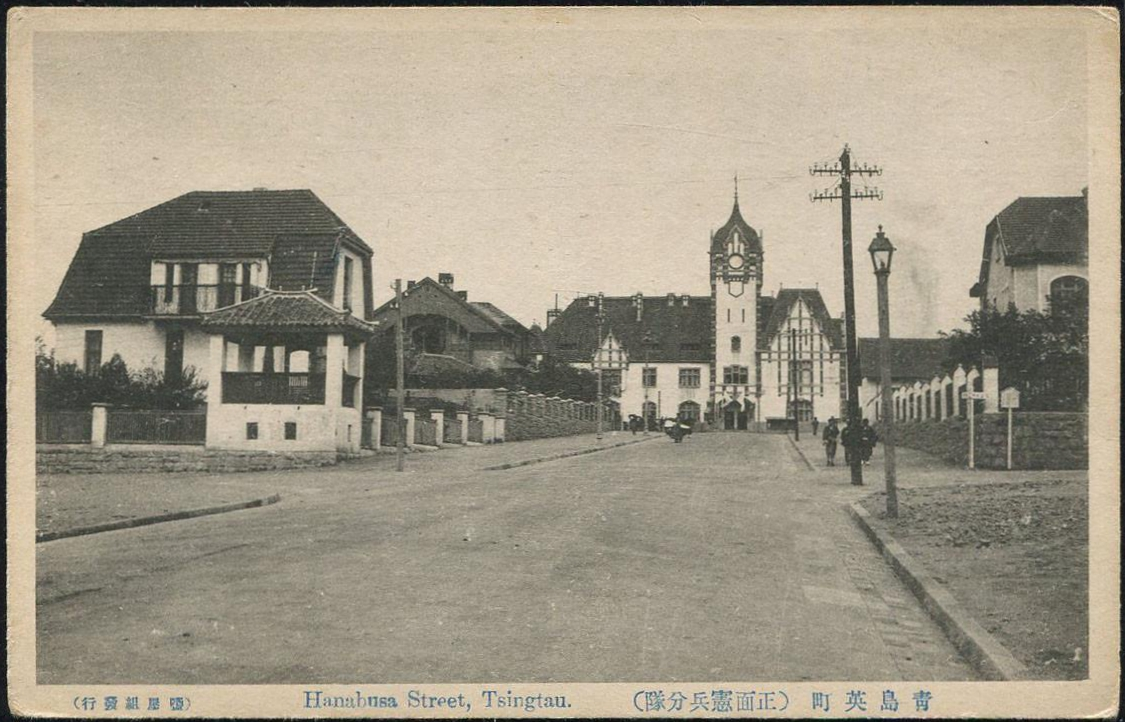
警察公署与南侧道路形成的街道对景

胶澳警察公署旧址坐落于青岛火车站东侧的一处高地上，其正立面朝南，正对南侧的蒙阴路，形成街道对景。其建筑平面呈“L”形，主体二层，设地下室，高16.5米，钟楼六层，总高约30米。建筑整体为德国文艺复兴式复古风格，正立面采用东高西低的不对称设计手法，以钟楼为构图中心，其上端起四面小山墙，顶部为盔顶。建筑体以砖木结构为主，楼板多为钢木结构。外墙以花岗岩粗石勒脚，以米黄色墙面为主，门窗及墙角以红砖与花岗岩相间装饰，檐口的三角形山墙以花岗岩与红砖砌成仿木构装饰。屋面高低变化丰富，上覆筒形红瓦。其主入口设于南侧，东、北、西侧各设有数个便门，均装饰为欧式小屋状。室内层高约4米，走廊地面铺有各色马赛克图案，楼梯以花岗岩砌成，其他地为木板地。
德国作家阿尔方斯·帕克维特在其1913年于法兰克福出版的著作中描述道：“警察公署大楼属新纽伦堡派风格，其塔楼与山墙气势宏伟。楼内设青岛地方法庭、警察公署和一所监狱。它与东侧人力车停车场所构成的画面，使人联想起国内的市政厅。”

## 图集
- 德占时期的胶澳警察公署
- 青岛日本宪兵队本部
- 胶澳商埠警察厅

- 《接收青岛纪念写真》中记载为胶澳商埠卫生局的警察公寓旧址
- 同为青岛市公安局办公楼的欧洲籍警察公寓旧址
- 胶澳警察公署旧址今貌，2019年